# Mühlingen
Mühlingen – miejscowość i gmina w Niemczech, w kraju związkowym Badenia-Wirtembergia, w rejencji Fryburg, w regionie Hochrhein-Bodensee, w powiecie Konstancja, wchodzi w skład wspólnoty administracyjnej Stockach. Leży ok. 8 km na północ od Stockach.

## Dzielnice
- Gallmannsweil – od 1346
- Mainwangen – od 1191
- Schwackenreute – 1437
- Zoznegg – 1329